# Il Grande Viaggio di Gigi D’Agostino vol.1
Az Il Grande Viaggio Vol. 1 Gigi D'Agostino mixlemeze, 2001-ben jelent meg. A lemez címe nagy utazást jelent, és maga lemez valóban a lehető legváltozatosabb stílusokat foglalja össze az elektronikus zene keretei között a '80-as évek szinti popjától kezdve az Italo dance-en át a friss House slágerekig a 2000-es évek elejéről.

## Számlista

### Noise Maker
1. D.H.S. (Dimensional Hotofonic Sound) – The house of God 1:58
2. Ural 13 Diktators – Name of the game 2:51
3. The Maddkatt Courtship III – Cosmic pop 4:02
4. Iio – Rapture 2:32
5. Tom Borijn – Zora 3:16
6. Oliver Klein – Rheinkraft 2:16
7. Open-Heart Operation – Free the primitive 2:31
8. Felix Da Housecat – Control freaq 2:01
9. Fischerspooner – The 15Th 3:39
10. Gigi D'Agostino – Natale 3:17
11. Vitalic – Poney part 2 4:06
12. Mellow Trax feat. Shaft – Sway (Mucho mambo) 2:52
13. M – Farilalililla 2:04
14. Gigi D'Agostino – Chartsengrafs 3:54
15. Gigi D'Agostino – Gigi Dag 3:43
16. Joman – Raggattak 1:43
17. Ural 13 Diktators – Moscow nights 4:09
18. S.H.O.K.K. – Isn't it all a little strange? 4:49
19. Gigi D'Agostino – Amorelettronico 2:57
20. The Butterflies – The butterfly 3:09
21. Gigi D'Agostino – Che cosa strana… quasi arcana… 1:58
22. Gigi D'Agostino – Tammurriata nera 4:48
23. Vitalic – You prefer cocaine 5:46
24. Gigi D'Agostino – Musikakeparla 4:12
25. Bonus track to download Yahoo! Messenger

### ZYX Music *2002
1. Ural 13 Diktators – Name of the game 2:56
2. Iio – Rapture 2:30
3. Tom Borijn – Zora 3:13
4. Oliver Klein – Rheinkraft 2:13
5. Open-Heart Operation – Free the primitive 2:28
6. Felix Da Housecat – Control freaq 1:58
7. Gigi D'Agostino – Natale 3:14
8. Mellow Trax feat. Shaft – Sway (Mucho mambo) 5:21
9. M – Farilalililla 3:17
10. Gigi D'Agostino – Chartsengrafs 3:57
11. Gigi D'Agostino – Gigi Dag 3:45
12. Joman – Raggattak 1:43
13. Ural 13 Diktators – Moscow nights 4:12
14. S.H.O.K.K. – Isn't it all a little strange? 4:52
15. Gigi D'Agostino – Amorelettronico 2:59
16. The Butterflies – The butterfly 3:11
17. Gigi D'Agostino – Che cosa strana… quasi arcana… 1:58
18. Gigi D'Agostino – Tammurriata nera 4:17
19. Gigi D'Agostino – Musikakeparla 4:08

## Szerzők
(Az olasz kiadás szerint)
- 01: Benjamin Stokes – Confidence SA (A license from Energy Production Srl.)
- 02: Lauri Virtanen & Lauri Pitkänen – Copyright Control (A license from Forte Records)
- 03: Stallings – Sherlock Holmes Music Ltd. (A license from Warner Music Italia Srl.)
- 04: N. Ali & M. Moser – Renemade Music (BMI)/EMI Music Publishing Ltd. (A license from Time Srl. Italy)
- 05: C. Bruhn – Wewerka/Edition-A-Forty/A La Carte (A license from Nitelite Records Srl.)
- 06: Oliver Klein & Jürgen Driessen – Edition Electro Smog/Warner Chappell (A license from B-Side Records GmbH)
- 07: Paolo Morelli & Francesco Landucci – Copyright Control (A license from EMA Records)
- 08: F. Stallings Jr. & E. Sanchez – Zeka Music (Ascap) and Nitebreed Music (Ascap) (A license from M.P.L. Sas)
- 09: Colin Newman – Copyright Control (A license from International Deejay Gigolo Records Munich, Germany)
- 10: T. Parlo – Copyright Control (A license from Media Records Srl. Italy)
- 11 & 23: Vitalic – Edition Gigolo ( A license from International Deejay Gigolo Records, Munich, Germany)
- 12: Gimbel & Ruiz – Wonderworld Music Publishing/Universal Music Publishing (A license from Universal Music Italia Srl.)
- 13: M. Molella, C. Lancini & F. Vavassori – Do It Yourself Srl. (a license from Nitelite Records Srl.)
- 14: Jason Lytle – Genghis Music/Deadliness Music (A license from Media Records Srl. Italy)
- 15 & 21: L. Di Agostino – Media Songs Srl./Warner Bros Music Italy Srl. (A license from Media Records Srl. Italy)
- 16: M. Chiti Conti – Media Songs Srl./Warner Bros Music Italy Srl. (A license from Media Records Srl. Italy)
- 17: Ural 13 Diktators – Copyright Control (A license from Ural 13 Records)
- 18: Reverb and Giotto DJ – Q2 Sari (A license from Pulse)
- 19 & 24: L. Di Agostino & P. Sandrini – Media Songs Srl./Warner Bros Music Italy Srl. (A license from Media Records Srl. Italy)
- 20: Frederik Behr & Kai Grabe – Universal Music Publishing/Edition Kommune 72 (A license from Shootingstar Records Germany)
- 22: Nicolardi Edoardo – Nazional Music Edizioni (A license from Media Records Srl. Italy)

## Érdekességek
- A 25. szám nem zene hanem a Yahoo! Messenger installálófájlja: ymsgrit (1,67 MB)
- 13. számnál az olasz kiadáson az M – Farilalililla c. szám előadójaként M. Kolster-t (Michael Kolster) tüntetik fel, pedig az M valójában Molellát takarja.
- A lemez utolsó másodperceiben Gigi hallható, ahogy az Un giorno credi szövegéből idéz.